# Gene Ruggiero
Eugenio „Gene“ Ruggiero (* 20. Juni 1910 in North Hempstead, New York; † 19. Februar 2002 in Ogden, Utah) war ein US-amerikanischer Filmeditor, der einmal den Oscar für den besten Schnitt gewann, sowie den Preis für das Lebenswerk (ACE Career Achievement Award) der American Cinema Editors erhielt.

## Leben
Der aus einer italienischen Einwandererfamilie stammende Ruggiero begann seine Laufbahn als Editor in der Filmwirtschaft Hollywoods 1939 bei dem Film Tarzan und sein Sohn und wirkte im Bereich Filmschnitt an der Herstellung von mehr als siebzig Filmen und Fernsehserien mit.
Bei der Oscarverleihung 1956 war er zusammen mit George Boemler für den Oscar für den besten Schnitt nominiert in dem Musicalfilm Oklahoma! (1955) von Fred Zinnemann mit Gordon MacRae, Gloria Grahame und Gene Nelson in den Hauptrollen.
Einen Oscar in dieser Kategorie erhielt er 1957 zusammen mit Paul Weatherwax für den nach dem Roman Reise um die Erde in 80 Tagen von Jules Verne entstandenen Monumentalfilm In 80 Tagen um die Welt (1956) der Regisseure Michael Anderson und John Farrow mit David Niven, Cantinflas und Shirley MacLaine.
1994 erhielt er zusammen mit Dede Allen von der Gilde der amerikanischen Kino-Editoren (American Cinema Editors) den Preis für sein Lebenswerk (ACE Career Achievement Award).

## Filmografie (Auswahl)
- 1939: Tarzan und sein Sohn (Tarzan Finds a Son!)
- 1939: Ninotschka (Ninotchka)
- 1940: Rendezvous nach Ladenschluß (The Shop Around the Corner)
- 1940: Dr. Kildare: Auf Messers Schneide (Dr. Kildare’s Strange Case)
- 1940: Liebling, du hast dich verändert (I Love You Again)
- 1940: Dr. Kildare: Verhängnisvolle Diagnose (Dr. Kildare’s Crisis)
- 1941: Tarzans geheimer Schatz (Tarzan’s Secret Treasure)
- 1942: Tarzans Abenteuer in New York (Tarzan’s New York Adventure)
- 1947: Dark Delusion
- 1947: Das Lied vom dünnen Mann (Song of the Thin Man)
- 1949: Kuß um Mitternacht (The Midnight Kiss)
- 1949: Geheimaktion Carlotta (The Bribe)
- 1950: Der Fischer von Louisiana (The Toast of New Orleans)
- 1950: Stars in My Crown
- 1951: Der große Caruso (The Great Caruso)
- 1951: Hübsch, jung und verliebt (Rich Young and Pretty)
- 1951: Der Mordprozeß O’Hara (The People Against O’Hara)
- 1953: Du bist so leicht zu lieben (Easy to Love)
- 1954: Verwegene Landung (Men of the Fighting Lady)
- 1954: Alt Heidelberg (The Student Prince)
- 1954: Athena
- 1955: Oklahoma!
- 1956: In 80 Tagen um die Welt (Around the World in Eighty Days)
- 1956: Dem Adler gleich (The Wings of Eagles)
- 1956: Mädchen ohne Mitgift (The Catered Affair)
- 1957: Arrivederci Roma
- 1958: Torpedo los! (Torpedo Run)
- 1959: Tarzan, der Herr des Urwaldes (Tarzan, the Ape Man)
- 1961: Der Gauner von Bagdad (Il ladro di Bagdad)
- 1964: Einer frißt den anderen
- 1964: The Last Man on Earth
- 1966: Der Schatten des Giganten (Cast a Giant Shadow)
- 1975: The World Through the Eyes of Children
- 1977: Bloody Whiskey (Moonshine County Express)

## Auszeichnungen
- 1957: Oscar für den besten Schnitt
- 1994: ACE Career Achievement Award